# Top ženy Česka
Top ženy Česka je anketa pořádaná vydavatelstvím Economia, resp. vyhlašovaná deníkem Hospodářské noviny od roku 2006. Do ročníku 2014 se jednalo o žebříček označovaný jako Top 25 žen českého byznysu. Dvacetičlenná porota sestavená z osobností veřejné sféry a byznysu uděluje ocenění v několika kategoriích. Patronkou projektu je Michaela Bakala. Jeho smyslem je dle pořadatelů „zviditelnit úspěšné ženy v soukromé i veřejné sféře“, a to pomocí příběhů úspěšných žen, které by měly inspirovat jejich následovnice, a současně se zabývat otázkami rovných pracovních příležitostí a působením žen na rozhodujících pozicích. K vyhlášení výsledků obvykle vychází také speciální magazín, který představuje vítězky a další významné ženy v rozhovorech, článcích a na fotografiích.

## Kategorie
Do Síně slávy jsou uváděny osobnosti, které v minulosti jednou či opakovaně zvítězily v některé z kategorií a opakovaně se umisťovaly na předních příčkách žebříčku. Po uvedení do Síně slávy již nesoutěží, některé však spolupracují jako poradkyně či konzultantky ankety.
Od ročníku 2015 bylo k 25 vyhlašovaným ženám byznysu přidáno také 25 žen z oblasti veřejné sféry. V předchozích 4 ročnících (od roku 2011) byl vyhlašován jen žebříček Top 5 žen veřejné sféry.
Od ročníku 2016 byla nově zřízena kategorie žen českých startupů, tedy začínajících inovativních firem.

## Ročníky

### 2011
V 7. ročníku ankety byly vyhlášeny:
Byznys
1. Taťána le Moigne – ředitelka české pobočky Googlu
2. Magdalena Souček – řídící partnerka společnosti Ernst & Young
3. Libuše Šmuclerová – ředitelka Ringier ČR

Veřejná správa
1. Dana Drábová – předsedkyně Státního úřadu pro jadernou bezpečnost
2. Blanka Říhová – profesorka imunologie
3. Božena Jirků – ředitelka Nadace Charty 77

Skokankou roku se stala Renata Mrázová. Vítězkou čtenářského hlasování byla Barbora Chuecos, ředitelka české pobočky společnosti Mary Kay.

### 2012
Výsledky za rok 2012 byly vyhlášeny na galavečeru 28. listopadu téhož roku. První místa žebříčku obsadily:
1. Libuše Šmuclerová – generální ředitelka Ringier Axel Springer ČR
2. Renata Mrázová – generální ředitelka ING pojišťovny ČR a SR
3. Magdalena Souček – vedoucí partnerka pro střední a jihovýchodní Evropu společnosti Ernst & Young

Čtenářskou anketu vyhrála Diana Rádl Rogerová.

### 2013
Vyhlášení výsledků proběhlo za účasti pražského primátora 13. listopadu 2013. Vybrány byly:
Byznys
1. Simona Sokolová – šéfka firem Olma a Profrost, patřících do skupiny Agrofert
2. Renata Mrázová – generální ředitelka ING Pojišťovna ČR/SR
3. Taťána le Moigne – ředitelka Google ČR

Skokankou roku se stala Jaroslava Valová ze společnosti Siko koupelny.
Veřejná sféra
1. Lenka Bradáčová – vrchní státní zástupkyně v Praze
2. Blanka Říhová
3. Dana Drábová

### 2014
Výsledky 10. ročníku ankety Top 25 žen českého byznysu byly představeny na galavečeru 26. listopadu 2014 v pražském Rudolfinu. Na předních místech se umístily:
Byznys
1. Renata Mrázová – generální ředitelka ING Pojišťovny ČR a SR
2. Simona Sokolová – předsedkyně představenstva firem Olma, Profrost, Vodňanské kuře a Hyza
3. Jaroslava Valová – generální ředitelka a majitelka společnosti Siko koupelny

Dále byla vyhlášena skokanka roku: Biljana Weber – generální ředitelka společnosti Microsoft Česká republika.
Veřejná sféra
Bylo vyhlášeno též Top 5 žen veřejné sféry:
1. Lenka Bradáčová
2. Věra Jourová
3. Meda Mládková

A vzhledem k výročí samotné ankety bylo vyhlášeno také Top 25 žen českého byznysu uplynulého desetiletí (bez pořadí).

### 2015
Slavnostní večer s vyhlášením výsledků ankety, poprvé označené jako Top ženy Česka, se uskutečnil v pondělí 18. ledna 2016 ve Foru Karlín. Oceněny byly:
Byznys
1. Petra Procházková – finanční ředitelka Agrofert Holding
2. Kateřina Jirásková – finanční ředitelka PPF
3. Monika Horníková – generální ředitelka GlaxoSmithKline

Veřejná sféra
1. Lenka Bradáčová – vrchní státní zástupkyně
2. Eva Syková – místopředsedkyně Rady pro výzkum, vývoj a inovace, senátorka
3. Božena Jirků – výkonná ředitelka Nadace Charty 77, ředitelka Konta Bariéry

### 2016
Vyhlášení výsledků ankety proběhlo v pondělí 23. ledna 2017 ve Foru Karlín. Oceněny byly:
Síň slávy
- Libuše Šmuclerová – generální ředitelka vydavatelství Czech News Center
- Lenka Bradáčová – vrchní státní zástupkyně

Byznys
1. Kateřina Jirásková – finanční ředitelka a předsedkyně představenstva PPF Financial Holdings
2. Petra Procházková – finanční ředitelka a členka představenstva společnosti Agrofert
3. Michaela Chaloupková – členka představenstva ČEZ

Veřejná sféra
1. Blanka Říhová – imunuložka, Mikrobiologický ústav AV ČR
2. Zlata Holušová – ředitelka festivalu Colours of Ostrava
3. Milena Černá – ředitelka Výboru dobré vůle – Nadace Olgy Havlové

Start-up
1. Lucie Brešová – Kiwi.com
2. Vladimíra Tesková – TeskaLabs
3. Božena Řežábová – Gamee App

### 2017
Výsledky 13. ročníku byly vyhlášeny v pondělí 22. ledna 2018 ve Foru Karlín. Oceněny byly:
Síň slávy
- Blanka Říhová – imunoložka a předsedkyně České imunologické společnosti
- Petra Procházková – finanční ředitelka Agrofertu

Manažerka
1. Taťána le Moigne – ředitelka české a slovenské pobočky Googlu
2. Marie Havlíčková – šéfka Slevomatu
3. Jitka Dvořáková – ředitelka a jednatelka společností CZC.cz a Mall Group

Podnikatelka
1. Jaroslava Valová – zakladatelka a bývalá generální ředitelka společnosti Siko koupelny
2. Jiřina Nepalová – zakladatelka a ředitelka společnosti Renomia
3. Liliana Berezkinová – šéfka firmy Nanopharma

Veřejná sféra
1. Dana Drábová – předsedkyně Státního úřadu pro jadernou bezpečnost a komunální politička
2. Božena Jirků – ředitelka Nadace Charty 77
3. Eva Zažímalová – předsedkyně Akademie věd ČR

Start-up
- Markéta Havlová – ředitelka odboru start-upů ve státní agentuře CzechInvest
- Tereza Horáková – spoluzakladatelka firmy SlidesLive
- Pavlína Zychová – spoluzakladatelka aplikace MyStay

### 2018
Slavnostní vyhlášení výsledků 14. ročníku se konalo 21. ledna 2019 v prostorách pražského Fora Karlín, večer moderoval Daniel Stach, vystoupil zpěvák Ondřej Ruml. Oceněny byly:
Síň slávy
- Božena Jirků – ředitelka Nadace Charty 77
- Jiřina Nepalová – zakladatelka a ředitelka společnosti Renomia
- Taťána le Moigne – ředitelka společnosti Google Česká republika
- Jaroslava Valová – zakladatelka firmy Siko koupelny

Manažerka
1. Daniela Pešková – členka představenstva České spořitelny
2. Jana Moravová – generální ředitelka Mountfield
3. Jaroslava Rezlerová – generální ředitelka Manpower Group

Podnikatelka
1. Simona Kijonková – zakladatelka Zásilkovny
2. Zuzana Ceralová Petrofová – prezidentka společnosti Petrof
3. Šárka Litvinová – zakladatelka a ředitelka společnosti Asiana

Veřejná sféra
1. Kateřina Šimáčková – soudkyně Ústavního soudu a vyučující na Právnické fakultě Masarykovy univerzity
2. Zlata Holušová – ředitelka hudebního festivalu Colours of Ostrava
3. Eva Zažímalová – předsedkyně Akademie věd České republiky

Start-up
- Tereza Jurečková
- Markéta Bláhová
- Hana Fořtová

### 2019
Vyhlašovací večer 15. ročníku se uskutečnil v prostorách Fora Karlín v pondělí 20. ledna 2020. Oceněny byly:
Síň slávy a královna žebříčku
- Dana Drábová – předsedkyně Státního úřadu pro jadernou bezpečnost

Manažerka
1. Karolína Topolová – generální ředitelka společnosti AAA Auto
2. Daniela Pešková – nejvýše postavená žena českého bankovnictví, členka představenstva České spořitelny
3. Diana Rádl Rogerová – řídící partnerka společnosti Deloitte

Podnikatelka
1. Radka Prokopová – spolumajitelka a výkonná ředitelka společnosti Alca plast
2. Zuzana Ceralová Petrofová – jednatelka a prezidentka společnosti Petrof
3. Simona Kijonková – zakladatelka a majitelka společnosti Zásilkovna

Veřejná sféra
1. Eva Zažímalová – předsedkyně Akademie věd České republiky
2. Kateřina Šimáčková – soudkyně Ústavního soudu České republiky
3. Marie Svatošová – zakladatelka sdružení pro podporu domácí péče a hospicového hnutí Ecce Homo

Start-up
- Květa Vostrá – spoluzakladatelka společnosti Ytica
- Vladimíra Josefiová – spoluzakladatelka a finanční ředitelka společnosti Spaceti
- Linda Šejdová – spoluzakladatelka společnosti Snuggs

### 2020
Výsledky 16. ročníku zveřejnilo v pátek 22. ledna 2021 pořádající vydavatelství Economia.
Síň slávy
- Zuzana Ceralová Petrofová – jednatelka a prezidentka společnosti Petrof
- Karolína Topolová – generální ředitelka společnosti AAA Auto

Manažerka
1. Daniela Pešková – členka představenstva České spořitelny
2. Kateřina Jirásková – finanční ředitelka PPF
3. Klára Brachtlová – generální ředitelka TV Nova

Podnikatelka
1. Radka Prokopová – spolumajitelka a výkonná ředitelka společnosti Alca plast
2. Simona Kijonková – zakladatelka a majitelka společnosti Zásilkovna
3. Martina Vítková – spolumajitelka a finanční ředitelka NWT

Veřejná sféra
1. Eva Zažímalová – předsedkyně Akademie věd České republiky
2. Zlata Holušová – zakladatelka a ředitelka Colours of Ostrava
3. Eva Zamrazilová – předsedkyně Národní rozpočtové rady

Start-up
- Gabriela Takáčová – spoluzakladatelka a CBDO společnosti Recombee
- Michaela Matějková – spoluzakladatelka společnosti Skinners
- Eva Hlavsová – spoluzakladatelka společnosti Fondee